# Симферопольская соборная мечеть
Симферо́польская собо́рная мече́ть (крымскотат. Акъмесджит Джума Джамиси, Aqmescit Cuma Camisi, آقمسجد جمعه جامعی) или Больша́я собо́рная мече́ть (крымскотат. Буюк Джума Джамиси, بویوك جمعه جامعی, Büyük Cuma Camisi) — крупнейшая мечеть Крыма. Главная соборная джума-мечеть Крыма и Симферополя. Расположена на улице Ялтинская. Все помещения мечети вмещают 3000-4000 человек. Основной зал вмещает порядка 1500 мужчин, а на балконе могут молиться 900 женщин.
Соборная мечеть реализует классические архитектурные формы османской архитектуры, вдохновленные архитектурными решениями собора Святой Софии в Константинополе. Декор мечети — в стиле османского барокко с элементами тюльпанного османского стиля, к которым были добавлены новые народные крымскотатарские орнаменты. Мечеть имеет четыре одинаковых минарета и купол. Высота купола составляет 28 метров, диаметр — 18 метров. Это крупнейший в Крыму купол здания. Четыре минарета имеют высоту по 58 метров, что делает мечеть самой высокой в Крыму; площадь самого здания мечети составляет 1369 м². При мечети также ведётся строительство медресе и библиотеки. Соборная мечеть была возведена на деньги частных инвесторов, заказчиком-инвестором выступила Некоммерческая организация «Фонд поддержки социально-культурных проектов» (фонд Соцпроект). Всего за время строительства было инвестировано порядка 6 млрд рублей.

## Процесс строительства

### До российской аннексии Крыма

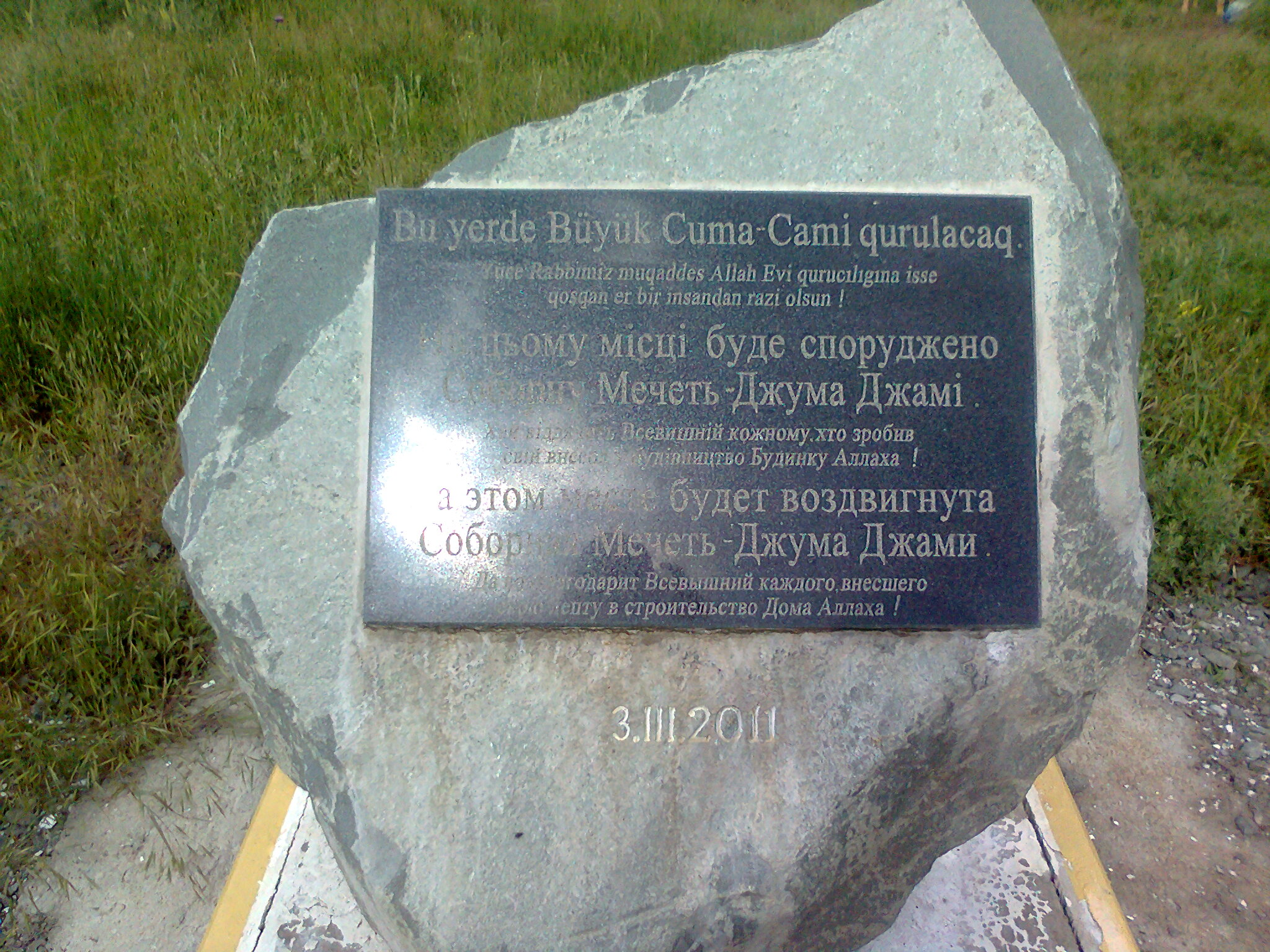
Камень, установленный на месте, где должна была быть построена мечеть

В 2004 году Городской совет Симферополя выделил землю под строительство соборной мечети на улице Ялтинская, но вскоре данное решение было отменено.
В январе 2008 года около 200 крымских татар разбило палаточный городок на улице Ялтинской, требуя землю под строительство «Джума-джами». Был начат пикет, участники которого установили щит с проектом строительства Соборной мечети на ул. Ялтинская, 22.
В феврале 2008 года Хозяйственный суд Крыма обязал городской совет в десятидневный срок выделить мусульманам землю под соборную мечеть именно там, где они требуют — по улице Ялтинская. По истечении десяти дней, 25 февраля 2008 года, власти не исполнили это решение, в то же время не подав апелляцию.
В 2008 году Высший хозяйственный суд Украины удовлетворил апелляционный иск Симферопольского горсовета о запрете строительства Соборной мечети. К этому моменту на Ялтинскую было привезено почти 100 тысяч камней. Собранные камни впоследствии были направлены на строительство других мечетей в России, так как в дальнейшем при постройке мечети использовался железобетон и мрамор, ракушечник для декора здания не предполагалось использовать архитекторами проекта.
Тогда же горсовет повторно предложил построить мечеть на улице Луговая, 6.

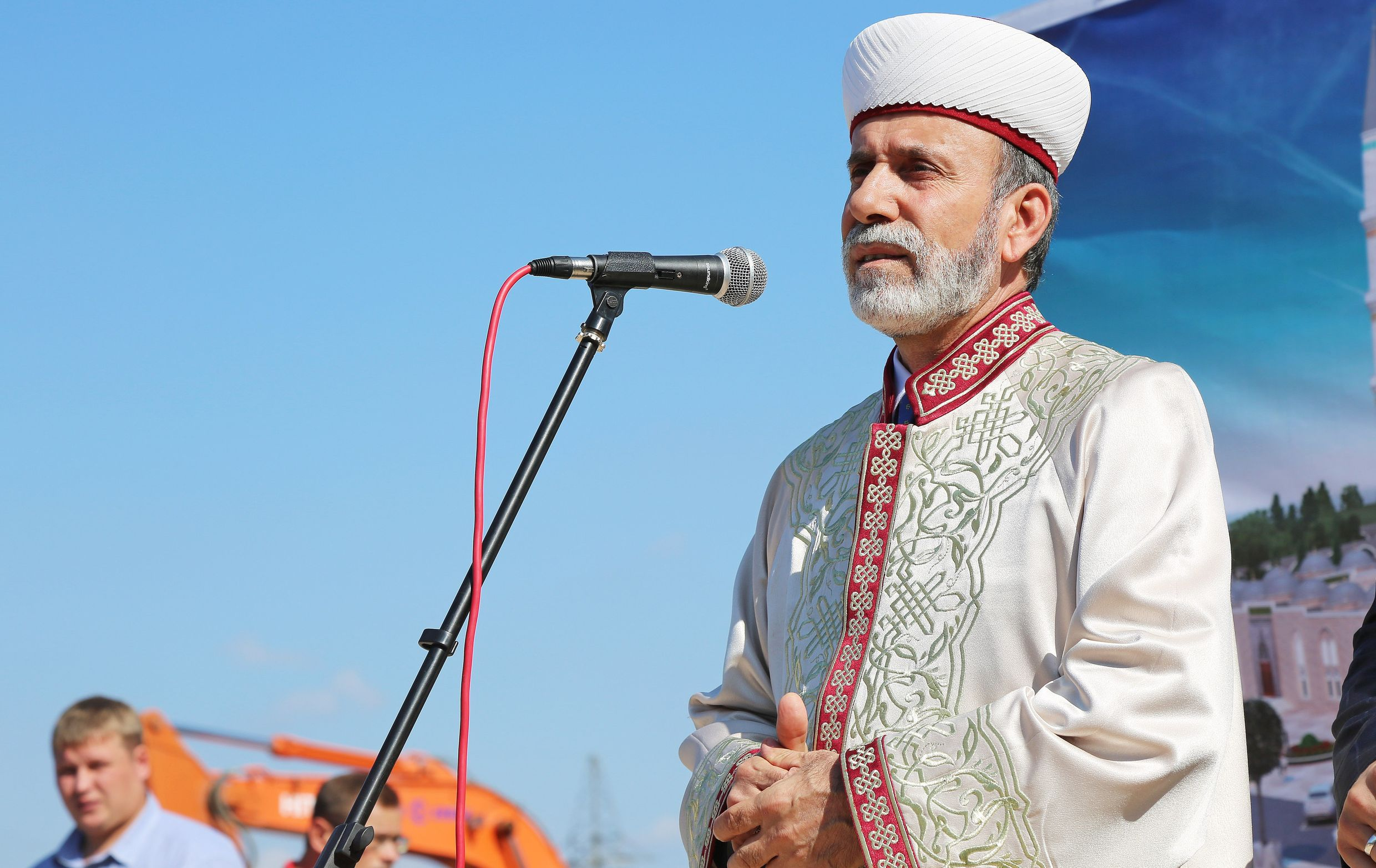
Выступление муфтия Крыма Эмирали Аблаева в день начала строительства мечети

15 февраля 2011 года Городской совет Симферополя наконец разрешил Духовному управлению мусульман Крыма разработать проект землеустройства по отводу земельного участка площадью 2,7 гектара под Соборную мечеть. Это решение поддержали 71 из 72 зарегистрированных депутатов горсовета. Однако строительство так и не было начато. 3 марта 2011 года крымские татары установили камень на месте, где должно было начаться строительство мечети.
Конкурс, проведённый под эгидой Духовного управления мусульман Крыма на проект мечети, закончился скандалом. Ведущие архитекторы, принявшие участие в конкурсе, включая Идриса Юнусова, обвинили жюри конкурса в коррупции, так как архитекторы победившего «проекта № 4» провели своих представителей в состав жюри. По мнению Идриса Юнусова, проект был «безвкусен». Эльдар Ибадлаев указал, что предлагаемое к постройке здание имеет очевидные ошибки проектирования и серьёзный риск разрушения после нагрузки на него от 4000 прихожан.

### После аннексии Крыма
Строительство началось после аннексии Крыма Россией в 2014 году, а именно 25 сентября 2015 года.
Итоги предыдущего конкурса на проект мечети были аннулированы, и главным архитектором проекта стал Идрис Юнусов, который со своим сыном Эмилем Юнусовым выиграл новый конкурс с концепцией мечети в османском стиле. Идрис Юнусов известен проектами в Арабских Эмиратах, Турции, Украине и России в османском стиле. Идрис Юнусов — крымский татарин, уроженец Ферганы (Узбекистан), выпускник Полтавского университета. Эмиль Юнусов родился в поселке Новотроицкое Херсонской области (Украина), выпускник Национальной академии природоохранного и курортного строительства Симферополя. На счету архитекторов были возведённые мечети, частные дома и гостиничные комплексы, но главным своим реализованным проектом Идрис Юнусов до соборной мечети в Симферополе считает мечеть в Белогорске.
Проектированием и строительством занималась интернациональная команда специалистов. Главный инженер стройки — грек Валерий Тзониадис, руководитель проекта — молдаванин Андрей Бродеску, руководитель со стороны турецких подрядчиков, изготавливающих декор, — турок Узгур Шахинташ.
В дальнейшем к проекту подключились казанские дизайнеры, которые старались в декоре снизить акцент с османской стилистики декора в пользу традиционной крымскотатарской.
Официально мечеть строилась полностью за счёт добровольных пожертвований за счет пула «анонимных инвесторов», созданного под координацией Сергея Аксенова Однако, как заявил председатель Государственного комитета по делам межнациональных отношений и депортированных граждан Республики Крым Заур Смирнов, реально финансирование осуществлялось аффилированными на государственном уровне структурами Турции и России. Постройка мечети является договоренностью на уровне Реджепа Эрдогана и Владимира Путина. Состав сделки Турции и России включал следующие условия. Турция и Россия выделяет средства на постройку, размер вклада сторон подлежит дискуссии при увеличении сметы от оптимистичных плановых оценок до фактических расходов. Финансирование со стороны России осуществляется через местный бюджет Республики Крым. В рамках сделки мечеть строится в османском стиле по проекту, согласованному с Турцией, но Турция соглашается прекратить выделение средств через Меджлис крымских татар и направлять средства напрямую через муфтият Крыма. Муфтий мусульман Крыма хаджи Эмирали Аблаев также подтвердил, что за «анонимными инвесторами» скрывается турецкое финансирование, финансирование из бюджета Республики Крым и поступления от российских компаний.
Итоговая смета мечети превысила 3 миллиарда рублей. Первоначальная смета на постройку мечети до аннексии Крыма оценивалась около 9 миллионов долларов (около 600 миллионов рублей). Как отмечает ответственный секретарь муфтия Крыма Айдер Аджимамбетов, эти деньги собиралась выделить Турция, самих пожертвований крымских татар было недостаточно для постройки сооружения. Рефат Чубаров в 2009 году также подтвердил в интервью New York Times, что имеющийся бюджет на постройку мечети составляет 10 миллионов долларов и источником его являются не пожертвования, а государственное финансирование из Турции. Увеличение фактической сметы в 5 раз относительно нереалистично заниженных предварительных оценок повлекло как задержки реализации проекта, так и смену подрядчиков

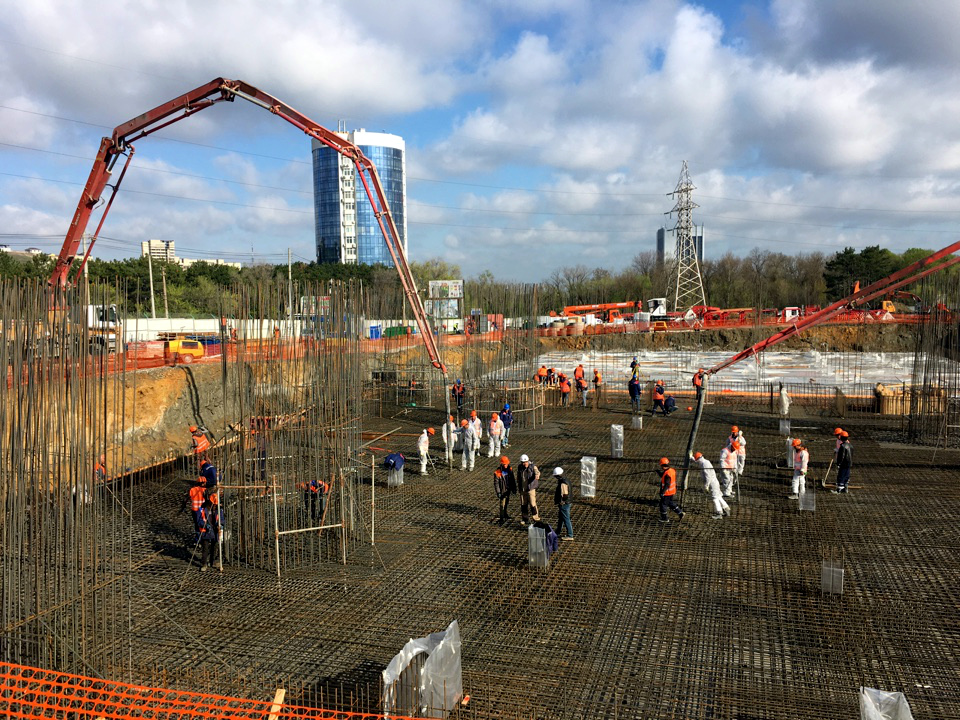
Реальное строительство соборной мечети началось в 2017 году с церемонии отливки железобетонного фундамента

Первоначально планировалась постройка мечети турецкими компаниями, но после увеличения сметы до 2 миллиардов рублей резко возросла часть российского финансирования, и освоение средств было поручено российским строительным подрядчикам. Первоначально название российского подрядчика скрывалось. Позже пресс-служба Правительства РФ сообщила, что генеральным подрядчиком на проектирование и строительство мечети является компания «СГМ-Групп».
Поскольку «анонимные инвесторы» в Крыму не смогли успешно завершить строительство в сроки и в бюджет 2 миллиарда рублей, то Владимир Путин поручил Кабинету министров привлечь федеральные ресурсы для окончания проекта с учётом увеличения фактической сметы до 3 миллиардов рублей.
С 2021 года генеральным подрядчиком Соборной мечети Крыма стала компания «СпецСтройКрым», входящая в состав инвестиционного холдинга «IC Group». Основатель холдинга — российский предприниматель Павел Кузнецов, сын погибшего Владислава Кузнецова. П. В. Кузнецов же является и председателем инвестора мечети — некоммерческой организации «Фонд поддержки социально-культурных проектов», которая за все время строительства ориентировочно инвестировала в Соборную мечеть порядка 6 млрд рублей.
9 декабря 2023 года в мечети состоялось первое богослужение, в котором приняли участие около 300 человек — имамы районов Крыма, представители Духовного управления мусульман Крыма и строители.

## Описание
Архитектура соборной мечети представляет собой симбиоз стилей. В плане планировки мечеть повторяет архитектурное решение собора Святой Софии с традиционной для византийской архитектуры крестово-купольной планировкой, где купол опирается на подкупольный квадрат полукуполов Такое решение традиционно для османской архитектуры и архитектуры Крыма, в крестово-купольной планировке выполнена и мечеть Джума-Джами в Евпатории, которая также использует собор Святой Софии как прототип. Симбиоз христианской и исламской традиции в османском стиле в случае крымской мечети Джума-Джами особенно ярко проявился за счет его автора — главного архитектора Османской империи Синана, который, будучи самым ярким представителем османского стиля, был армянином из христианской семьи Главный архитектор Идрис Юнусов считает источникам своего вдохновения мечеть Джума-Джами от Синана. По мнению архитектора, основой османского стиля является подход с центральным куполом, опирающимся на квадрат полукуполов, который он постарался реализовать в своем архитектурном замысле.

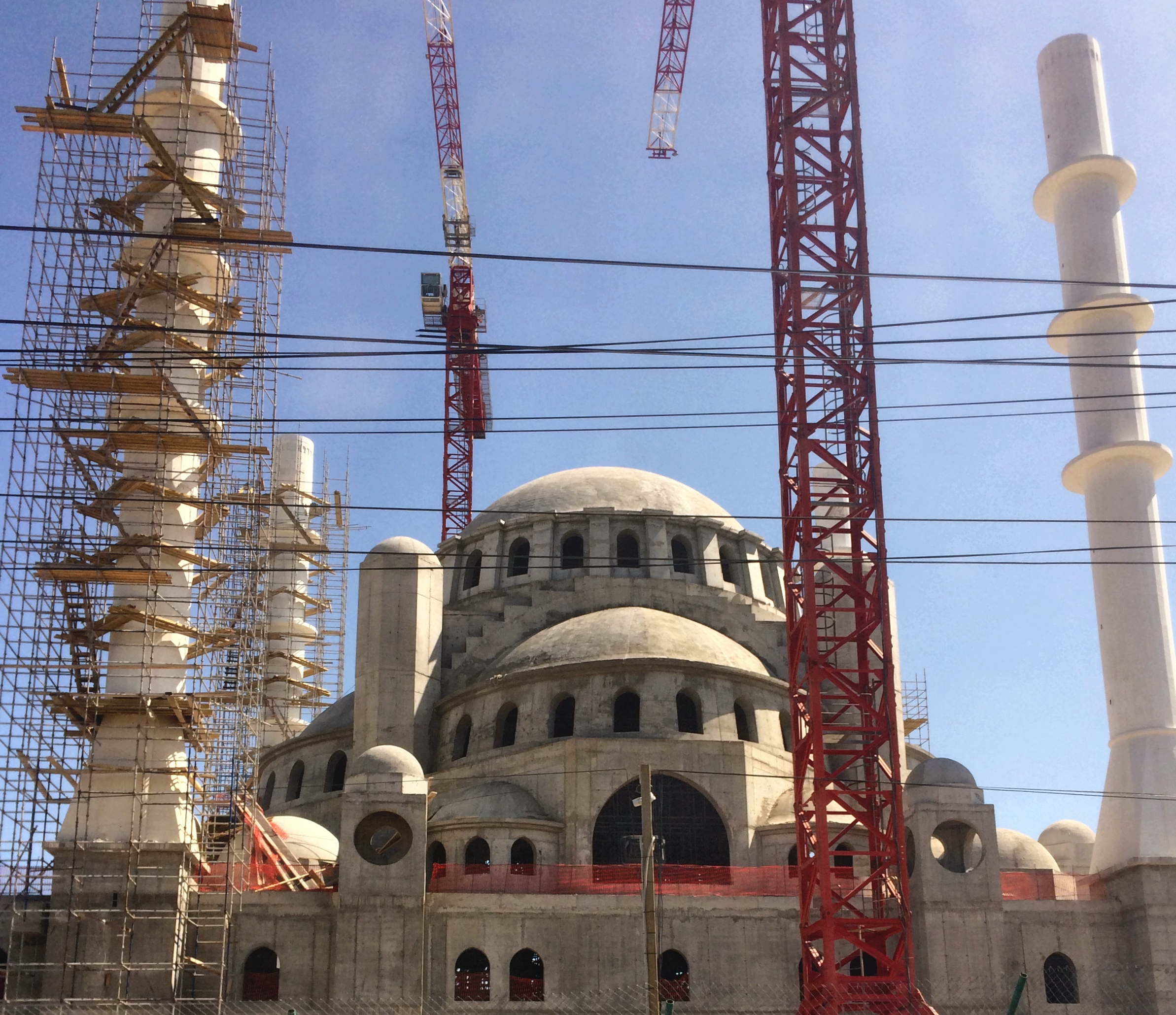
Процесс строительства мечети в 2018 году. Отливка несущих конструкций, минаретов, куполов и стен из железобетона

Идрис Юнусов отмечает, что в оформлении старался использовать смесь османского стиля с европейским стилем барокко, который известен как османское барокко. Для османского барокко характерны очень ярко декорированные мечети, такие как мечеть Ортакёй, что контрастирует с достаточно аскетичными образцами декора многих вариантов исламской архитектуры. Тюльпанный стиль архитектуры мечети, о котором пойдет речь ниже, иногда считают не отдельным стилем, а также разновидностью османского барокко.
Как «традиционный» крымскотатарский декор архитектор пропагандировал образ тюльпана, ссылаясь на то, что он часто используется в ханском дворце в Бахчисарае. Эта позиция в дальнейшем послужила причиной для критики Идриса Юнусова и смены части дизайнеров с турецких на казанских мастеров. Казанские дизайнеры заменили часть первоначального декора в «тюльпанном стиле» на традиционные для крымскотатарского стиля орнаменты, при этом их новшеством был перенос стилистики оформления не из крымскотатарской архитектуры, а из народных орнаментов на крымскотатарской одежде. Чтобы понять контекст художественного спора, следует обратить внимание на то, что тюльпан является не столько народным крымскотатарским символом, сколько символом османской эпохи тюльпанов, когда родился стиль тюльпанной архитектуры. Тюльпану и тюльпанному стилю иногда ошибочно пытаются придать религиозный смысл, хотя в нём строились обычно дворцы, и поэтому этот стиль в османской архитектуре обычно считается светским. Немногие исключения, как мечеть Хекимоглу Али-паши, имеют довольно оригинальный и редкий рисунок по штукатурке. В этом плане Симферопольская мечеть является достаточно эксклюзивным произведением в тюльпанном стиле.
Светский характер тюльпанного стиля, следствие светского характера его источников, — это проникновение в османский стиль европейской садово-парковой культуры Версаля и Фонтенбло. В подражание им построена несохранившаяся загородная резиденция султана Ахмеда III — Саадабад. Тюльпанный стиль обязательно требует не столько тюльпана в камне, сколько живых тюльпанов и других цветов, что является неотъемлемой частью композиции вместе со зданием. Для тюльпанного стиля характерно использование фонтанов в одном архитектурном решении со зданием. Фонтан Ахмеда III часто рассматривают как один из основных памятников эпохи тюльпанов. Симферопольская соборная мечеть также имеет предусмотренный проектом богатый цветник, парковую зону, галереи и фонтан. Тюльпан в тюльпанном стиле — обязательный элемент внутреннего декора, им украшен современный декор дворца Топкапы, созданный в тюльпанную эпоху в ходе ремонтов, в том числе тюльпан встречается в знаменитой «фруктовой комнате» дворца. Тюльпанный стиль распространился и на вассальную территорию Крымского ханства. Таким образом, тюльпан в Бахчисарайском дворце — довольно яркий элемент декора и стиля, но это продвижение культурных идей османизма. Поэтому, чтобы создать уникальные для крымских татар и отличные от османской культуры декоративные символы, казанские дизайнеры постарались перенести действительно аутентичный декор с одежды крымских татар. Тем не менее, стиль тюльпанной архитектуры в Симферопольской соборной мечети достаточно ярко выражен, в том числе в нём выполнены все витражи и существенная часть росписи.
Другие постройки вокруг мечети выполнены в различных стилях. Административный и гостевой корпус — с элементами крымскотатарского стиля. Гостевой дом — это дома XIX века в Крыму на Южном берегу, симбиоз марокканской, классической архитектуры и южнобережным крымскотатарским стилем.
Несущие конструкции мечети выполнены из железобетона, собранные до постройки камни при строительстве не использовались в связи с изменением проекта на современные строительные технологии и использование более дорогих отделочных материалов. Для облицовки мечети был использован мрамор. Купол мечети покрыт 20 тоннами свинца.
Высота купола составляет 28 метров. Четыре минарета имеют высоту по 58 метров, что делает мечеть самой высокой в Крыму; площадь же самого здания мечети составляет 1369 м² (37 на 37 м). Малых куполов будет 40 штук, полукуполов — 12.
Роспись мечети выполнили турецкие художники в османском стиле. Также в османском стиле и стиле барокко из Турции поставлены элементы интерьеров, такие как как ковры, люстры, многоцветные витражи окон, резной мраморный декор для помещений из белого мрамора с инкрустацией камнями голубых оттенков. Мебель и полочки для гардероба изготовлены в Крыму местными мастерами в местных стилях.

## Комментарии
1. ↑  Этот объект расположен на территории Крымского полуострова, бо́льшая часть которого  является объектом территориальных разногласий между Россией, контролирующей спорную территорию, и Украиной, в пределах признанных большинством государств — членов ООН границ которой спорная территория находится. Согласно федеративному устройству России, на спорной территории Крыма располагаются субъекты Российской Федерации — Республика Крым и город федерального значения Севастополь. Согласно административному делению Украины, на спорной территории Крыма располагаются регионы Украины — Автономная Республика Крым и город со специальным статусом Севастополь.